# Segelfluggelände Daun-Senheld

i7
i11
i13
Das Segelfluggelände Daun-Senheld liegt auf einem Bergrücken direkt zwischen zwei Eifelmaaren auf der Gemarkung der Gemeinde Mehren im Landkreis Vulkaneifel in Rheinland-Pfalz.

## Geschichte
In den 1930er existierte bereits eine Segelflugschule am Radersberg in der Nähe von Daun, die nach Kriegsende 1945 aufgelöst wurde. 1957 wurde von regionalen Fliegern ein Aeroclub gegründet und auf der Senheld ein Segelfluggelände eingerichtet, welches heute vom Segelflugverein Vulkaneifel e. V. betrieben wird. Der Platz wurde nach und nach ausgebaut. 1977 wurde die Piste asphaltiert. Nach dem anfangs nur Windenstarts möglich waren, bestand so auch die Möglichkeit des Schleppstarts.

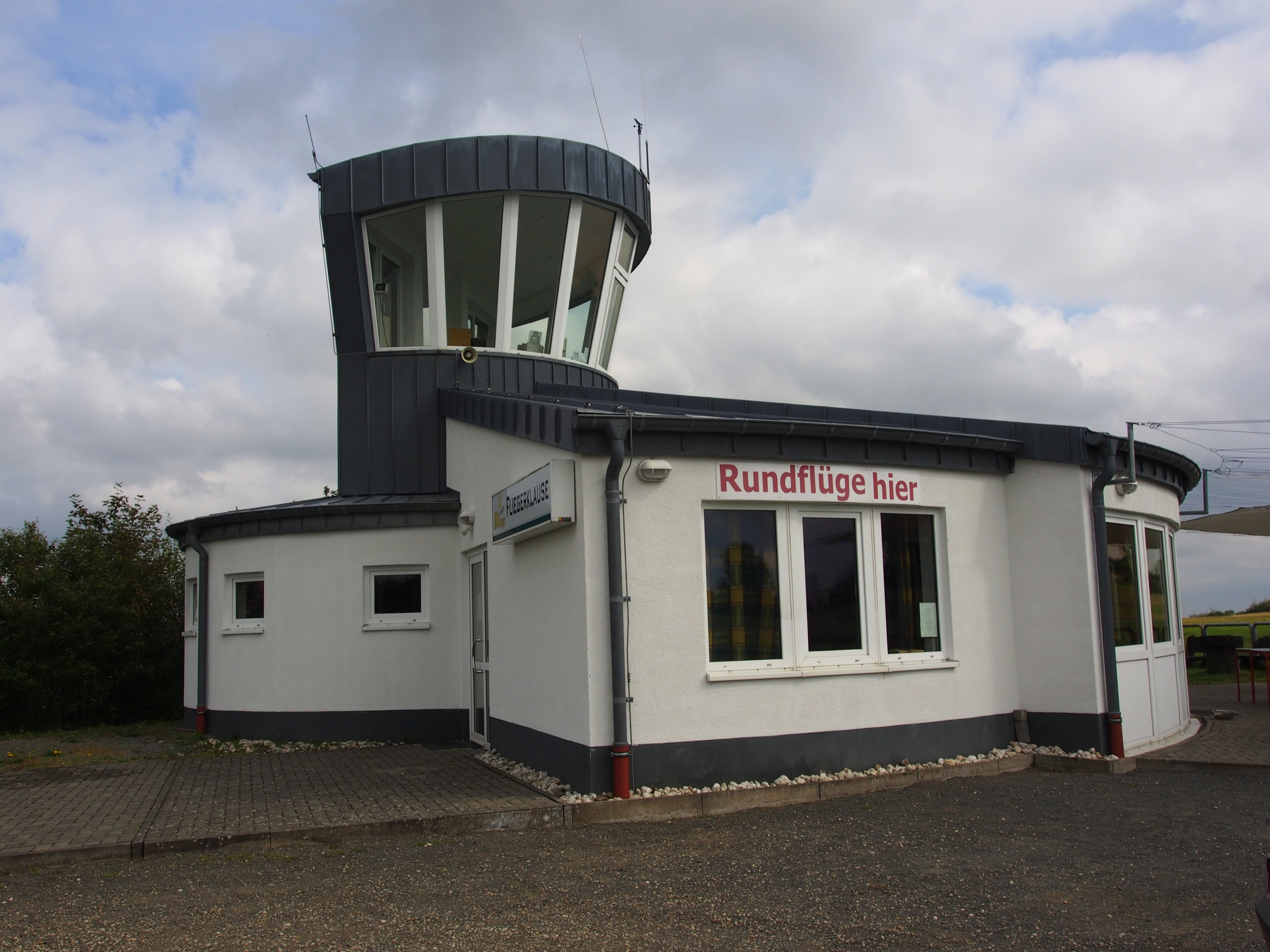
Turm des Platzes
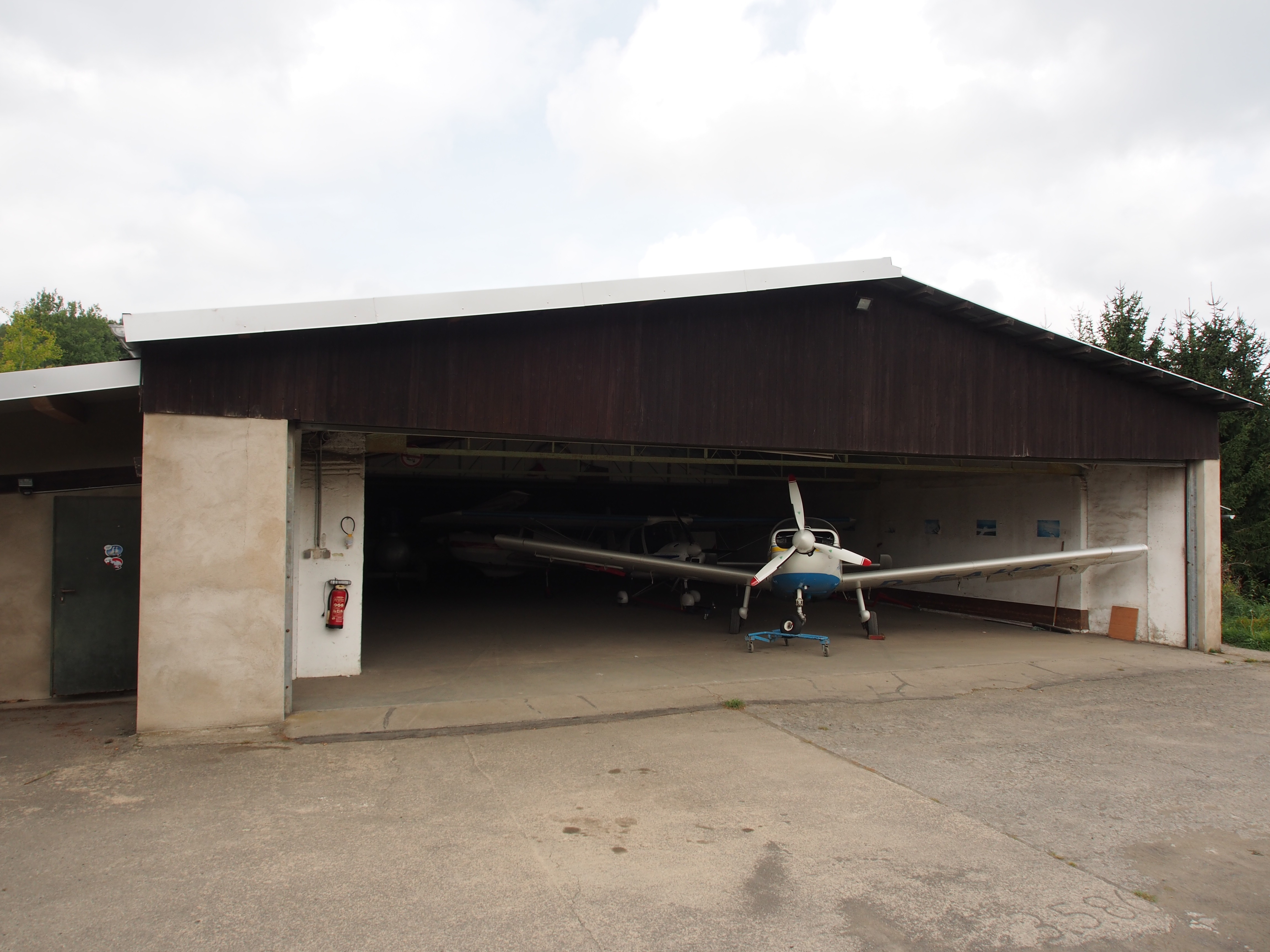
Hangar

## Platzdaten
Der Platz ist zugelassen für Segelflugzeuge, UL-Flugzeuge, selbststartende Motorsegler und Luftfahrzeuge, die bestimmungsgemäß zum Schleppen von Segelflugzeugen oder Motorseglern zugelassen sind. Es besteht die Möglichkeit, Kraftstoff zu tanken.